# Franklin High School (Maryland)
Franklin High School é uma escola pública localizada em Reisterstown, Maryland, Estados Unidos, uma antiga cidade histórica nos subúrbios do noroeste da moderna cidade de Baltimore, no condado de Baltimore, Maryland. Está no sistema das Escolas Públicas do Condado de Baltimore.

## Contexto
Atualmente localizada em Reisterstown, perto do cruzamento da Franklin Boulevard com a Reisterstown Road, a Franklin High tem uma longa história. Foi criada em 10 de janeiro de 1821 como a "Franklin Academy", uma escola particular. A escola tornou-se pública em 1848, mas não estava completamente sob controle público até 1874. Seu nome foi então temporariamente alterado para "Reisterstown High School". Em 1896, o nome da escola foi alterado novamente para refletir sua herança anterior, a de "Franklin High School". É considerada a escola mais antiga do ensino médio no atual sistema de Escolas Públicas do Condado de Baltimore e uma das mais antigas da região metropolitana de Baltimore e do estado.
Antes desse período, na maior parte do condado, os alunos em potencial, que ultrapassavam o nível de gramática (ou escola primária), podiam viajar para a cidade central de Baltimore se quisessem continuar em escolas públicas. A cidade mais avançada e densamente povoada havia sido empurrada por cidadãos e eleitores progressistas e esclarecidos que foram à Assembleia Geral de Maryland, que autorizou o governo da cidade de Baltimore em 1825 a estabelecer um sistema de educação e escolas públicas gratuitas.
Isto foi finalmente iniciado pelas resoluções e ordenanças do Câmara Municipal de Baltimore e assinado pelo prefeito de Baltimore em 1829, que foram os primeiros no Estado. Quatro escolas secundárias foram inicialmente estabelecidas naquele ano, duas em cada lado da cidade, sendo uma para meninos e outra para meninas. Dentro de mais alguns anos, escolas secundárias adicionais foram criadas em vários cantos da cidade.

## Alunos notáveis
- Nancy R. Stocksdale — Membro da Câmara dos Deputados de Maryland.
- Brad Mays — premiado cineasta e diretor de teatro, turma de 1973.
- Moose Haas — um ex-jogador de beisebol profissional que jogou nas principais ligas de 1976 a 1987.
- Thomas Rowe Price, Jr. — fundador da empresa T. Rowe Price
- Amit Mehta — o primeiro asiático-americano a servir como juiz federal dos Estados Unidos.
- Jean Worthley — naturalista e ex-apresentador do Hodgepodge Lodge e On Nature's Trail.[3]